# 1918 na televisão

## Nascimentos
| Data           | Nome               | Profissão       | Nacionalidade  | Observações | Ref   |
| -------------- | ------------------ | --------------- | -------------- | ----------- | ----- |
| 28 de janeiro  | Castro Gonzaga     | ator            | Brasil         | m. 2007     | [ 1 ] |
| 29 de março    | Pearl Bailey       | atriz e cantora | Estados Unidos | m. 1990     | [ 2 ] |
| 17 de junho    | Raúl Chato Padilla | ator            | Mexico         | m. 1994     | [ 3 ] |
| 21 de setembro | Jofre Soares       | ator            | Brasil         | m. 1996     | [ 4 ] |
| 19 de dezembro | Sônia Oiticica     | atriz           | Brasil         | m. 2007     | [ 5 ] |

## Mortes
| Data | Nome | Profissão | Nacionalidade | Observações | Ref |
| ---- | ---- | --------- | ------------- | ----------- | --- |